# Ceratomyxa allantoidea
Ceratomyxa allantoidea is een microscopische parasiet uit de familie Ceratomyxidae. Ceratomyxa allantoidea werd in 1984 beschreven door Gaevskaya & Kovaljova. 